# يوليوس ياكوبي
يوليوس ياكوبي Július Jakoby هو رسام سلوفاكي (28 مارس 1903 – 15 أبريل 1985) وولد ومات في كوشيتسه أحد أهم الرسامين السلوفاكيين في النصف الثاني من القرن العشرين.